# Bathyraja parmifera
Bathyraja parmifera és una espècie de peix de la família dels raids i de l'ordre dels raïformes.

## Morfologia
- Els mascles poden assolir 129 cm de longitud total i 18,2 kg de pes.[2][3]

## Reproducció
És ovípar i les femelles ponen càpsules d'ous, les quals presenten com unes banyes a la closca.

## Hàbitat
És un peix marí, de clima temperat (2 °C-7 °C) i demersal que viu entre 20-1.450 m de fondària.

## Distribució geogràfica
Es troba a l'oceà Pacífic nord: des del Mar de Bering fins al sud-est d'Alaska.

## Observacions
És inofensiu per als humans.